# DOVA DV-1
Die DOVA DV-1 Skylark ist ein Ultraleicht-Reiseflugzeug des tschechischen Herstellers DOVA Aircraft.

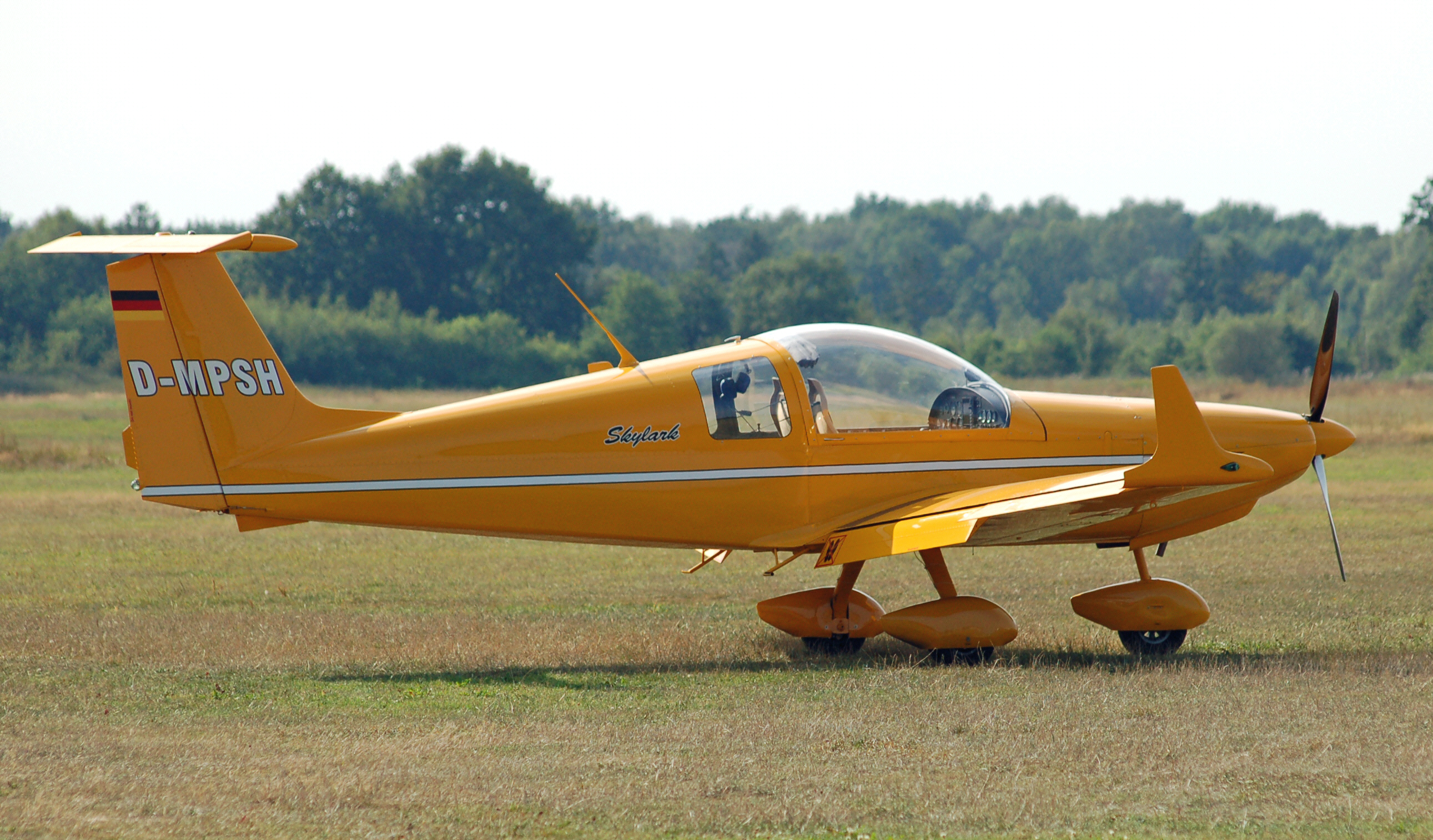
DOVA DV-1 Skylark auf dem Flugplatz Uetersen/Heist

## Geschichte
Die Entwicklung der Skylark durch den kanadischen Professor David Marsden (einen pensionierten Aerodynamikprofessor und passionierten Piloten aus Alberta in Kanada) begann im Januar 1999. Der Erstflug des Prototyps fand im Mai 2000 statt. Im Mai 2002 wurde ein Vertrag zwischen Dr. Marsden und der tschechischen Firma DOVA Aircraft aus Paskov geschlossen, nachdem diese die Verantwortung für die Zulassung und die Produktion der Skylark in Europa übernehmen sollte. Die ursprünglich für die amerikanische LSA-Klasse ausgelegte Konstruktion wurde von der Firma auch an die europäischen UL-Bauvorschriften angepasst. DOVA stellt dafür das Kit für das Flugzeug her. Fertige Flugzeuge (aus den Kits mit Zulassung und Musterbetreuung) werden in Deutschland von der Firma UL-Bautechnik Grilz in Kamenz produziert. Die LSA-Version wird von Skyviewaviation in Kalifornien produziert. Der Preis der Maschine beginnt bei etwa 75.000 Euro. Inzwischen (Stand März 2010) wurden mehr als 50 Maschinen gebaut (davon 25 in Deutschland), von denen etwa 35 fliegen.

## Konstruktion
Die DV-1 ist ein in Ganzmetallbauweise gefertigtes einmotoriges und zweisitziges Flugzeug für den Reiseflug. Der Tiefdecker besitzt ein T-Leitwerk und wird von einem 100 PS leistenden Rotax 912S angetrieben. Als Propeller kommt ein am Boden einstellbar Dreiblatt-GFK- oder wahlweise ein verstellbarer Constant-Speed-Neuform-Propeller zum Einsatz. Der Treibstoff ist in zwei 45-Liter-Behältern in den Tragflächen untergebracht. Das Flügelprofil wurde für die speziellen aerodynamischen Anforderungen von Ultraleichtflugzeugen am Computer entworfen. Das Profil des trapezförmigen Tragwerks ist in drei Abschnitte (vorn laminar, mittig mit großer Dicke und starker Wölbung, hinten auf gutes Stall-Verhalten optimiert) um unterschiedlichen Anforderungen (zum Beispiel eine hohe Sicherheit im Langsamflug) zu erfüllen. Zur Verbesserung der Flugleistungen wurden Winglets verbaut. Die Landeklappen können zwischen 40° (bei der Landung) und −10° (für den Schnellflug) verstellt werden. Das nicht einziehbare dreirädrige Fahrwerk mit steuerbarem Bugrad ist verkleidet und teilweise aus Fiberglas hergestellt.

## Technische Daten
| Kenngröße                 | Daten                          |
| ------------------------- | ------------------------------ |
| Besatzung                 | 1–2                            |
| Länge                     | 6,62 m                         |
| Spannweite                | 8,14 m                         |
| Höhe                      | 2,28 m                         |
| Flügelfläche              | 9,44 m²                        |
| Flügelstreckung           | 7,0                            |
| Nutzlast                  | ? kg                           |
| Leermasse                 | 297 kg                         |
| Startmasse                | 472,5 kg                       |
| Reisegeschwindigkeit      | 210–240 km/h                   |
| Höchstgeschwindigkeit     | 267 km/h                       |
| Dienstgipfelhöhe          | ? m                            |
| Reichweite                | ? km                           |
| max. Steiggeschwindigkeit | 5,9 m/s bei 110 km/h           |
| Triebwerke                | ein Rotax 912S, 100 PS (74 kW) |